# Olympische Sommerspiele 1924/Leichtathletik – 1500 m (Männer)
Der 1500-Meter-Lauf der Männer bei den Olympischen Spielen 1924 in Paris wurde am 9. und 10. Juli 1924 im Stade de Colombes ausgetragen. Vierzig Athleten nahmen teil.
Olympiasieger wurde der Finne Paavo Nurmi vor dem Schweizer Willy Schärer. Bronze ging an den Briten Henry Stallard.
Eine Besonderheit bei diesem Rennen bestand darin, dass die Stadionrunde in Colombes eine Länge von 500 Metern hatte.

## Rekorde

### Bestehende Rekorde

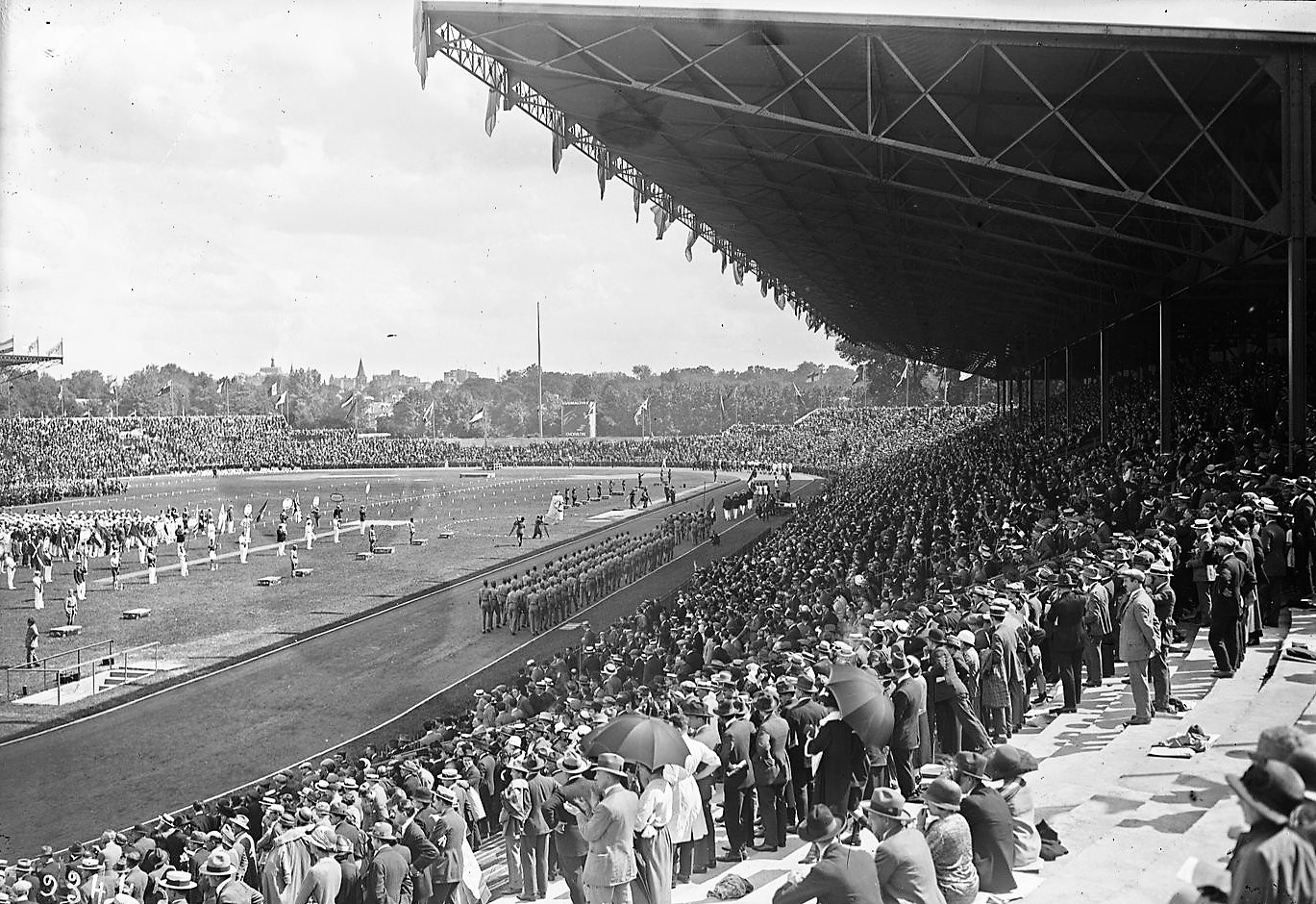
Das Olympiastadion während der Eröffnungszeremonie

| Weltrekord         | 3:52,6 min | Paavo Nurmi ( Finnland)          | Helsinki, Finnland     | 19. Juni 1924 |
| Olympischer Rekord | 3:56,8 min | Arnold Jackson ( Großbritannien) | OS Stockholm, Schweden | 10. Juli 1912 |

### Rekordverbesserung
Der finnische Olympiasieger Paavo Nurmi verbesserte den bestehenden olympischen Rekord im Finale am 10. Juli um 3,2 Sekunden auf 3:53,6 min. Seinen eigenen Weltrekord verfehlte er dabei um eine Sekunde.

## Durchführung des Wettbewerbs
Die Athleten traten am 9. Juli zu den insgesamt sechs Vorläufen an. Die jeweils zwei besten Läufer – hellblau unterlegt – qualifizierten sich für das Finale, das am 10. Juli bestritten wurde.

## Vorläufe
Datum: 9. Juli 1924
Es sind nicht alle Zeiten überliefert.

### Vorlauf 1
| Platz | Name             | Nation     | Zeit       | Anmerkung |
| ----- | ---------------- | ---------- | ---------- | --------- |
| 1     | René Wiriath     | Frankreich | 4:13,8 min |           |
| 2     | Jaakko Luoma     | Finnland   | 4:14,8 min |           |
| 3     | Ferdinand Friebe | Österreich | 4:15,8 min |           |
| 4     | Mohamed El-Sayed | Ägypten    | k. A.      |           |
| 5     | István Grósz     | Ungarn     | k. A.      |           |

### Vorlauf 2

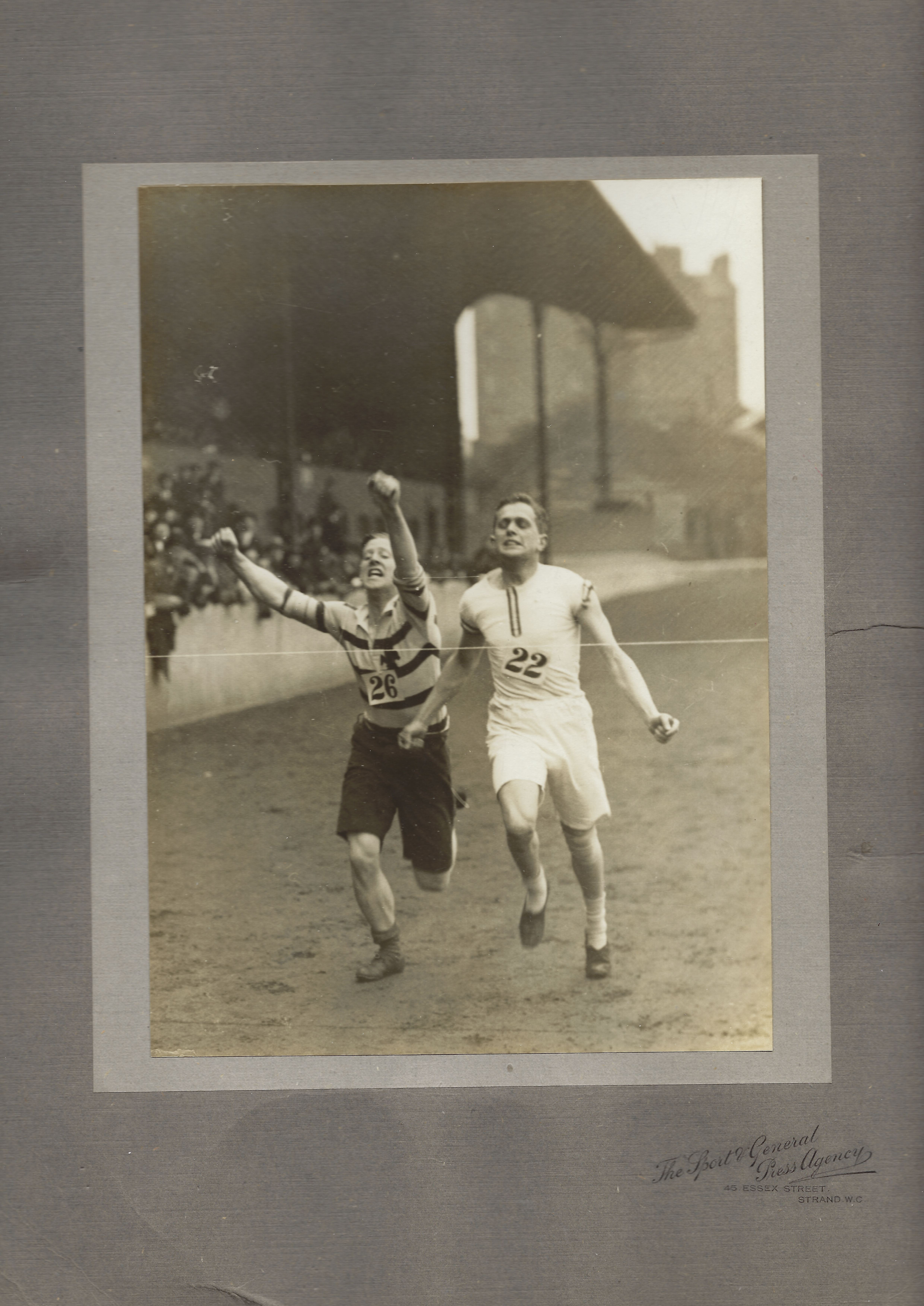
Clifford Davis (rechts) – ausgeschieden als Fünfter des zweiten Vorlaufs
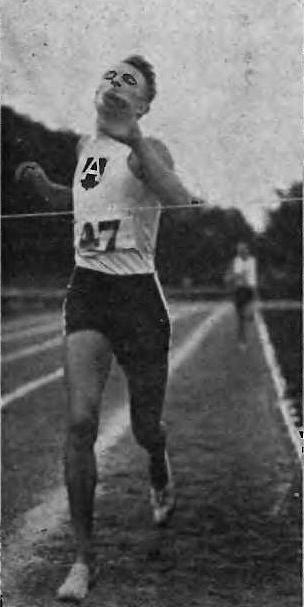
Józef Jaworski – ausgeschieden als Achter des dritten Vorlaufs

| Platz | Name            | Nation                | Zeit       | Anmerkung |
| ----- | --------------- | --------------------- | ---------- | --------- |
| 1     | Willy Schärer   | Schweiz               | 4:06,6 min |           |
| 2     | Douglas Lowe    | Großbritannien        | 4:07,2 min |           |
| 3     | William Spencer | USA                   | 4:08,4 min |           |
| 4     | Léon Fourneau   | Belgien               | k. A.      |           |
| 5     | Clifford Davis  | Südafrikanische Union | k. A.      |           |
| 5     | Pala Singh      | Britisch-Indien       | 5:02,5 min |           |

### Vorlauf 3
| Platz | Name              | Nation             | Zeit       | Anmerkung |
| ----- | ----------------- | ------------------ | ---------- | --------- |
| 1     | Paavo Nurmi       | Finnland           | 4:07,6 min |           |
| 2     | Sonny Spencer     | Großbritannien     | 4:09,0 min |           |
| 3     | Albert Larsen     | Dänemark           | 4:11,5 min |           |
| 4     | René Jubeau       | Frankreich         | 4:14,5 min |           |
| 5     | Aleksander Antson | Estland            | k. A.      |           |
| 6     | Ferruccio Bruni   | Königreich Italien | k. A.      |           |
| 7     | Daniel Eslava     | Mexiko             | k. A.      |           |
| 8     | Józef Jaworski    | Polen              | 4:28,4 min |           |

### Vorlauf 4

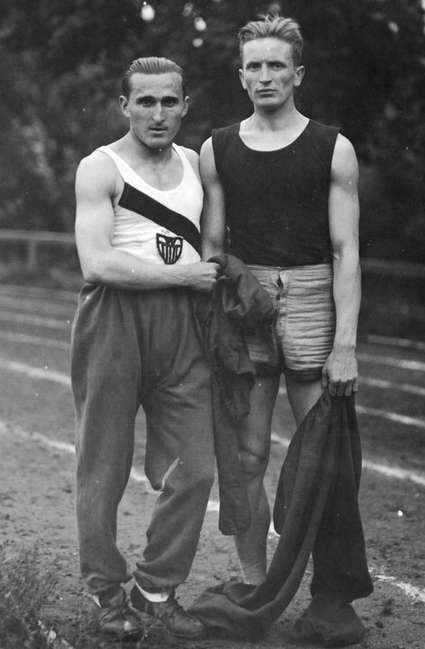
Stefan Kostrzewski (links) – ausgeschieden als Siebter des vierten Vorlaufs

| Platz | Name               | Nation             | Zeit       | Anmerkung |
| ----- | ------------------ | ------------------ | ---------- | --------- |
| 1     | Arvo Peussa        | Finnland           | 4:17,4 min |           |
| 2     | Ray Watson         | USA                | 4:17,9 min |           |
| 3     | Disma Ferrario     | Königreich Italien | 4:18,5 min |           |
| 4     | Jan Zeegers        | Niederlande        | 4:21,0 min |           |
| 5     | Jack Newman        | Australien         | 4:21,0 min |           |
| 6     | Joseph Van Der Wee | Belgien            | k. A.      |           |
| 7     | Stefan Kostrzewski | Polen              | 4:29,0 min |           |

### Vorlauf 5
| Platz | Name                | Nation             | Zeit       | Anmerkung |
| ----- | ------------------- | ------------------ | ---------- | --------- |
| 1     | Henry Stallard      | Großbritannien     | 4:11,8 min |           |
| 2     | Ray Buker           | USA                | 4:12,8 min |           |
| 3     | Rolph Barnes        | Kanada             | 4:13,1 min |           |
| 4     | Louis Philipps      | Frankreich         | 4:13,4 min |           |
| 5     | Ljuben Karastojanow | Bulgarien          | k. A.      |           |
| 6     | Angelo Davoli       | Königreich Italien | k. A.      |           |

### Vorlauf 6
| Platz | Name               | Nation             | Zeit       | Anmerkung |
| ----- | ------------------ | ------------------ | ---------- | --------- |
| 1     | Lloyd Hahn         | USA                | 4:06,8 min |           |
| 2     | Frej Liewendahl    | Finnland           | 4:07,4 min |           |
| 3     | Cyril Ellis        | Großbritannien     | 4:08,1 min |           |
| 4     | Robert Chottin     | Frankreich         | 4:14,8 min |           |
| 5     | Malcolm Boyd       | Australien         | k. A.      |           |
| 6     | Giovanni Garaventa | Königreich Italien | k. A.      |           |
| 7     | Vilém Šindler      | Luxemburg          | 4:23,6 min |           |
| 8     | Ömer Besim Koşalay | Türkei             | k. A.      |           |

## Finale
Datum: 10. Juli 1924
| Platz | Name            | Nation         | Zeit       | Anmerkung |
| ----- | --------------- | -------------- | ---------- | --------- |
| 1     | Paavo Nurmi     | Finnland       | 3:53,6 min | OR        |
| 2     | Willy Schärer   | Schweiz        | 3:55,0 min |           |
| 3     | Henry Stallard  | Großbritannien | 3:55,6 min |           |
| 4     | Douglas Lowe    | Großbritannien | 3.57,0 min |           |
| 5     | Ray Buker       | USA            | 3:58,6 min |           |
| 6     | Lloyd Hahn      | USA            | 3:59,0 min |           |
| 7     | Ray Watson      | USA            | 3:59,9 min |           |
| 8     | Frej Liewendahl | Finnland       | 4:00,3 min |           |
| 9     | Arvo Peussa     | Finnland       | 4:00,6 min |           |
| 10    | René Wiriath    | Frankreich     | 4:02,8 min |           |
| 11    | Sonny Spencer   | Großbritannien | 4:03,7 min |           |
| 12    | Jaakko Luoma    | Finnland       | 4:03,9 min |           |

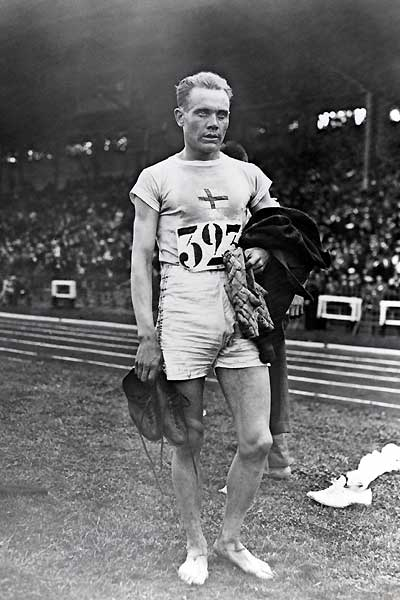
Olympiasieger Paavo Nurmi

Der Finne Paavo Nurmi war der haushohe Favorit und wollte nicht nur dieses Rennen, sondern auch das nur 26 Minuten nach der Zielankunft stattfindende Finale über die 5000 Meter gewinnen. Andere Läufer versuchten das Duell mit dem Weltrekordhalter zu vermeiden. So konnte Nurmi den Vorlauf locker gewinnen. Auch das Finale entschied er vom Start weg für sich. Die 800-Meter-Marke passierte er nach 1:58,8 Minuten. Nur der US-Läufer Ray Watson wagte es, Nurmis Tempo zu folgen. Doch nach der zweiten Runden – also nach 1000 Metern – fiel auch Watson zurück. Nurmi lief das Rennen einigermaßen kräfteschonend zu Ende, was aber immer noch für einen neuen Olympiarekord reichte. Zwölf Meter hinter ihm kam der Schweizer Willy Schärer ins Ziel, ebenfalls unter der Marke des alten Olympiarekordes. Der Brite Henry Stallard gewann Bronze, obwohl er sich in seinem Vorlauf über 800 Meter einen Ermüdungsbruch im Fuß zugezogen hatte und das Finale nur unter Schmerzen absolvieren konnte. Dennoch unterbot auch er noch den alten Olympiarekord.
Sowohl Paavo Nurmi als auch Willy Schärer gewannen die ersten Medaillen für ihre Länder in dieser Disziplin.

Für Nurmi war es die vierte von neun Goldmedaillen in seiner Karriere. Vier weitere – 5000 Meter, 3000-Meter-Mannschaftslauf, Querfeldeinlauf Einzel- und Mannschaftswertung – sollten hier in Paris und eine weitere vier Jahre später in Amsterdam – 10.000 Meter – noch folgen.

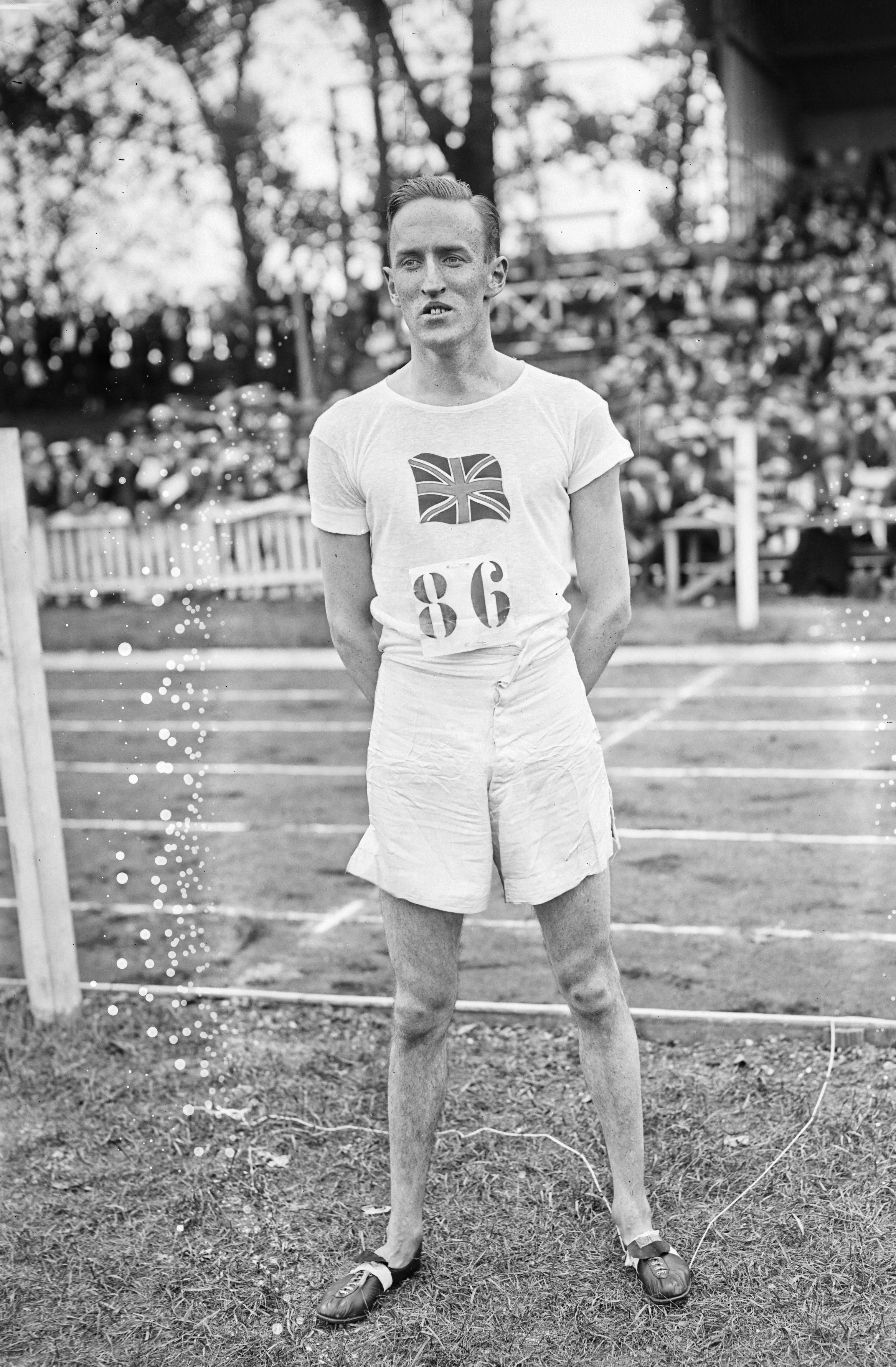
Henry Stallard, Gewinner der Bronzemedaille
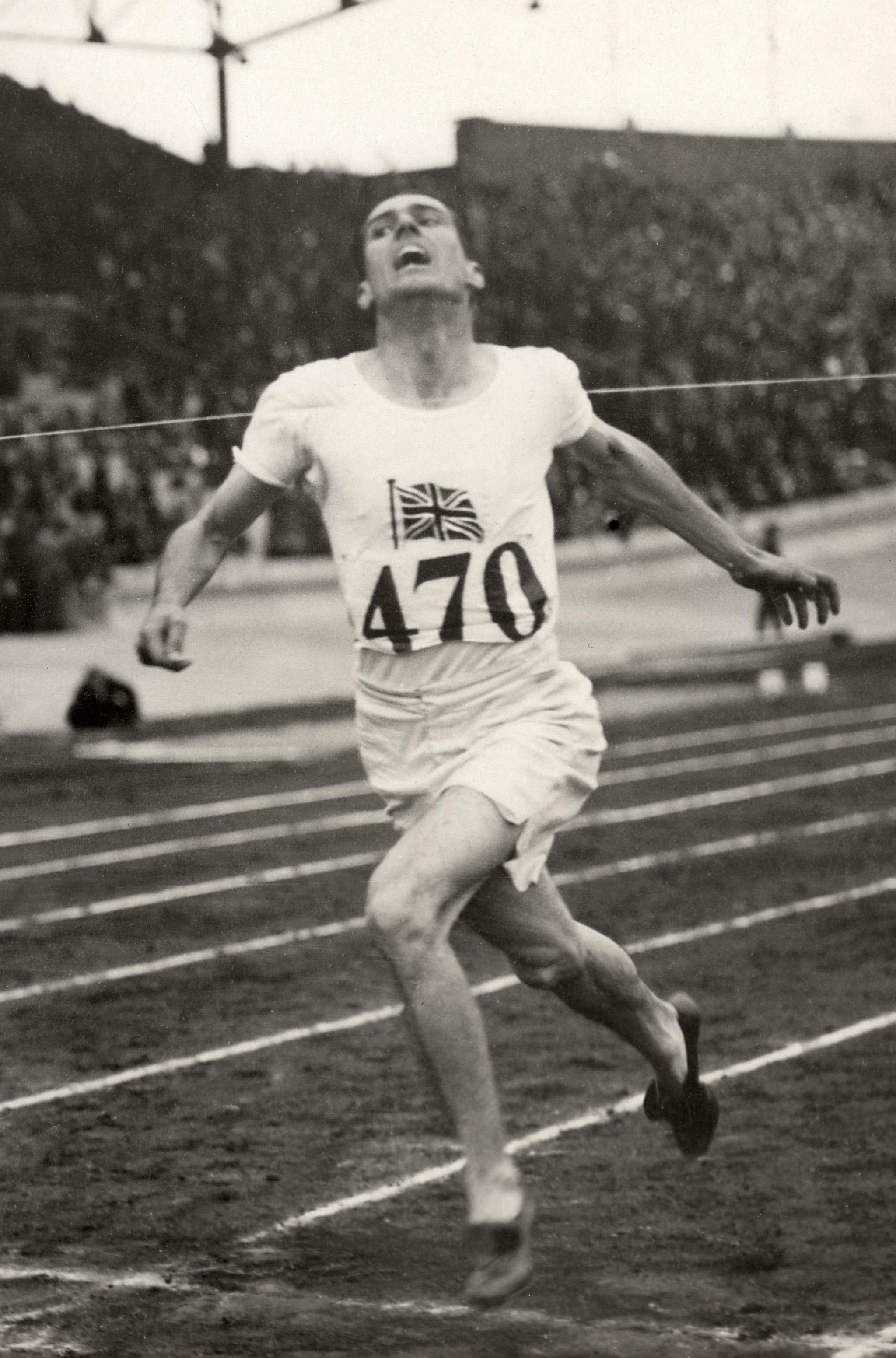
Douglas Lowe, zwei Tage zuvor Gewinner über 800 Meter, erreichte Platz vier
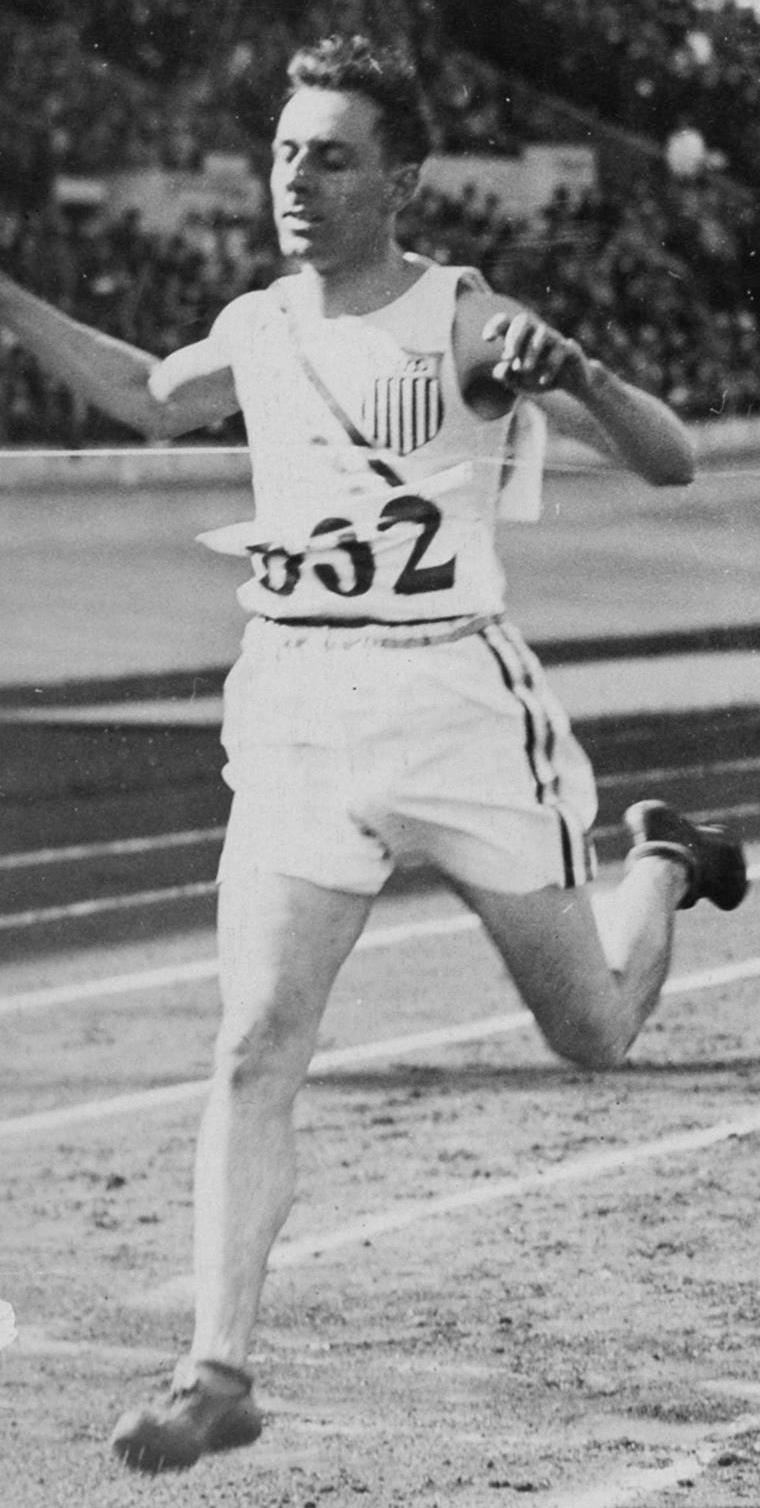
Rang sechs für Lloyd Hahn

## Video
- Paavo Nurmi 1924 Olympics,Paris 5 Gold Medals, youtube.com, abgerufen am 5. September 2017